# Richard Kern
Richard Kern, nascido em 1954 em Roanike Rapids, Carolina do Norte, é um cineasta e fotógrafo de Nova Iorque.
Formado em Belas Artes na Universidade da Carolina do Norte, Chappel Hill, em 1977, Richard Kern atribui sua iniciação em fotografia e interesse por voyeurismo às influência de seu pai, um editor e fotógrafo de jornal sempre presente em locais de acidentes e agitações políticas, que lhe ensinara desde jovem como manipular uma câmera fotográfica e a utilizar a sala escura.
Começou a ser reconhecido no meio artístico com o sucesso do movimento cultural alternativo do bairro nova iorquino East Village, no início da década de 1980, no qual participou com filmes de curta-metragem experimentais altamente eróticos (muitas vezes com cenas de sexo explícito) estrelando personalidades do rock alternativo desta época, como Lydia Lunch e Henry Rollins. Tomando a mesma abordagem estética e temática dos músicos com quem se relacionava, os artistas do chamado movimento no wave, seus primeiros trabalhos demonstram um profundo interesse nos extremos do sexo, violência e perversão, numa ótica às vezes sarcástica, às vezes alucinada. Kern é considerado um dos principais cineastaes do movimento cinematográfico Cinema da Transgressão. A partir da segunda metade da década de 1980 passou a dirigir esporadicamente vídeo-clipes de bandas de rock, como Marilyn Manson, The Breeders e Sonic Youth.
Seu filme You Killed Me First (1985) é considerado responsável pela primeira exposição da futuro ícone underground da Califórnia, Lung Leg, conhecida também por posar como modelo para a capa do aclamado disco EVOL, da banda Sonic Youth.
Na década de 1990, Kern dedicou-se quase que exclusivamente à fotografia, trabalhando com modelos femininos e abordando constantemente o fetichismo, o sadomasoquismo e o glamour, como no livro New York Girl, refletindo de certa forma os mesmos interesses de suas antigas obras cinematográficas. É por vezes considerado um dos pioneiros no estilo porn chic contemporâneo, ao lado de fotógrafos como Helmut Newton.

## Filmografia
- Lunchbox (1994)
- Love Is… (1994)
- Body Bomb (1993)
- Divine Hammer (1993)
- Room 429 (1993)
- My Nightmare (1993)
- Detachable Penis (1993)
- The Sewing Circle (1992)
- The Bitches (1992)
- Horoscope (1991)
- Catholic (1991)
- Nazi (1991)
- Tumble (1991)
- Scooter and Jinx (também conhecido como Moneylove) (1991)
- X is Y (1990)
- The Evil Cameraman (1986,1990)
- The King of Sex (1987)
- Submit to Me Now (1987)
- Pierce (1986)
- Fingered (1986)
- Death Valley '69 (1986)
- You Killed Me First (1985)
- Submlt to Me (1985)
- Manhattan Love Suicides (1985)
- The Right Side of My Brain (1984)
- Goodbye 42nd Street (1983)